# Wim Van Lishout
Willy (Wim) Van Lishout (Hasselt, 29 april 1931 - Hasselt, 11 februari 2022)  was een figuur van betekenis voor de scoutsbeweging, het onderwijs, de politiek en de cultuur, vooral in  de Belgische stad Hasselt. 

## Biografie

### Vorming en onderwijs

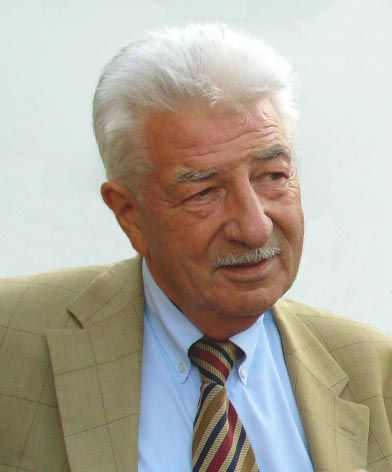
Wim Van Lishout

Na de Grieks-Latijnse humaniora aan het Sint-Jozefscollege te Hasselt volgde hij de lerarenopleiding aan de middelbare normaalschool in Lier. In afwachting van de legerdienst was hij gedurende een jaar leraar aan het Sint-Amandinacollege in Herk-de-Stad.
Zijn  legerdienst deed hij bij de infanterie in het Elfde Linieregiment en hij zwaaide er af als reserve-luitenant. Daarna, in 1955, begon zijn loopbaan als  leraar aan het Sint-Jozefscollege te Hasselt, voornamelijk voor de vakken Nederlands en Frans. Hij bleef aan het college als leraar verbonden tot in 1985. Oud-leerlingen herinneren zich zijn bijzonder boeiende manier van lesgeven.
Tegelijkertijd  engageerde hij zich in de hogere leiding van de scoutsbeweging in het Vlaams Verbond van Katholieke scouts, als districtscommissaris voor Zuid-Limburg en als  Vlaams verbondscommissaris voortrekken. Wim Van Lishout gaf de tak voortrekken in de Vlaamse scoutsbeweging  een nieuwe inhoud, waarin het maatschappelijke engagement van volwassenen een plaats kreeg. Ook de partners van de voortrekkers werden in dit engagement en tijdens leiderscursussen, de zogenaamde Gilwellcursussen,  betrokken. Na het beëindigen van zijn mandaat ging dit pionierswerk teloor. Onder toenmalig verbondscommissaris Jean-Luc Dehaene werd de tak voortrekken in de Vlaamse scoutsbeweging immers opgeheven.
Op 9 juni 1965 werd Wim Van Lishout benoemd tot directeur van het Vormingscentrum voor Zelfstandigen (nu Syntra) te Hasselt, een centrum dat hij oprichtte en uitbouwde tot het grootste opleidingsinstituut van die aard in Vlaanderen. Gestart in de gebouwen van de voormalige Hasseltse gemeenteschool vond het zijn definitieve locatie in de huidige gebouwen aan de Gouverneur Verwilghensingel in Hasselt.  Verschillende bouwcampagnes tijdens het directeurschap van Wim Van Lishout  gaven het centrum de uitbreiding die nodig was voor het almaar groeiende aantal cursussen en cursisten. Hij was er 31 jaar directeur tot aan zijn pensioen in 1996.

### Politieke loopbaan
In 1971 startte de politieke loopbaan van Wim van Lishout, eerst gedurende zes jaar als lid van de Hasseltse gemeenteraad en daarna gedurende twee mandaten van zes jaar als schepen van de stad Hasselt. Hij was de eerste schepen van cultuur in Hasselt. Ook toerisme, middenstand en ruimtelijke ordening behoorden tot zijn bevoegdheden. Op gebied van cultuur beleefde Hasselt tijdens zijn schepenambt een metamorfose. Vier musea, een archief, een Japanse tuin, bibliotheken en ontmoetingscentra, een dienst cultuur en een voor toerisme kregen vorm. Talrijke kunstwerken sieren sinds toen het stadsbeeld. Het cultuurcentrum groeide onder zijn stimulerend voorzitterschap en onder de leiding van Piet Jaspaert uit tot het drukst bezochte van Vlaanderen. Een intense culturele uitwisseling met de jumelage-steden kwam tot stand. Als schepen van middenstand was hij de grondlegger van de Hasseltse Grenslandhallen waarvan hij jarenlang voorzitter was.

### Engagement voor de abdijsite Herkenrode
In 1998 kocht de Vlaamse regering het poortgebouw, de hoevegebouwen en ruim honderd hectare omliggende grond die hadden toebehoord aan de cisterciënzer abdij van Herkenrode in Hasselt. Pas op pensioen werd Wim Van Lishout voor de valorisatie van dit erfgoedproject aangesteld als opdrachthouder van Erfgoed Vlaanderen en verbindingsman met de stad Hasselt. Als voorzitter van Herkenrode vzw en gebruikmakend van zijn jarenlang uitgebouwd netwerk slaagde hij erin met creatieve voorstellen de enthousiaste inzet te winnen van overheidsdiensten en van de talrijke betrokken partners voor het abdijproject. Daarbij horen niet het minst de vele vrijwilligers die hij wist te motiveren om opdrachten te aanvaarden, aangepast aan hun professionele ervaring.
Wim Van Lishout is overtuigd van de grote waarde van de abdijsite Herkenrode als toeristisch hefboomproject voor de provincie Limburg. Hij huldigt de gedachte dat de authentieke waarden, nagestreefd door de middeleeuwse cisterciënzer orde, de basis kunnen vormen voor de hedendaagse realisatie van Europa.
In 2019 gaf hij zijn voorzitterschap van Herkenrode vzw over aan Willy Orlandini en werd erevoorzitter van de vzw.

## Onderscheidingen
Eind februari 2009 werd bekend dat Wim Van Lishout de Eric Suy-prijs toegekend kreeg als erkenning voor zijn jarenlange en succesvolle inzet voor de restauratie en herbestemming van de abdijsite Herkenrode. In januari 2012 ontving hij van het Hasseltse stadsbestuur de onderscheiding de 'Gouden Huppel' voor zijn verdiensten gedurende vier decennia voor het toerisme in Hasselt.
Hij was sinds 10 april 1958 gehuwd met Mariette Vanwing. Zij hebben vier zonen, Bart, Koen, Luc en Wout.